# Winfield (Wirginia Zachodnia)
Winfield – miasto w Stanach Zjednoczonych, w stanie Wirginia Zachodnia, w hrabstwie Putnam.